# La Derecha (Alemania)
La Derecha (en alemán: Die Rechte) es un partido político alemán de orientación neonazi, fundado por antiguos miembros de la Deutsche Volksunion. A finales de 2013 contaba con 494 miembros.

## Organización e ideología
El líder del partido es la destacada figura neonazi Christian Worch. La formación se define como menos radical que La Patria, pero, a su vez, más radical que Die Republikaner, reconociendo ser un partido de extrema derecha. Tiene su sede en Dortmund y es, al igual que la mayoría de los partidos ultraderechistas en Alemania, observado por la Oficina Federal para la Protección de la Constitución.

## Elecciones
El partido fue admitido para las elecciones federales alemanas de 2013, obteniendo 2.245  votos y el 0,0%, el porcentaje más bajo de todos los partidos que participaron. En las Elecciones federales de Alemania de 2017 obtuvo 2054 votos.
En las elecciones estatales de Hesse de 2013 postuló en la Circunscripción Main-Kinzig III con el candidato directo Pierre Levin.  Este recibió 300 votos (0,4 por ciento en la circunscripción).
Cuenta con un escaño en los consejos de las ciudades de Dortmund y Hamm. Intentó participar en las elecciones al Parlamento Europeo de 2014, pero no pudo hacerlo ya que solo obtuvo 1000 de las 4000 firmas necesarias para inscribir su lista.
En 2016, participó en las elecciones estatales de Baden-Württemberg y Sajonia-Anhalt, obteniendo un 0,0% y un 0,2% respectivamente.
En las elecciones al Parlamento Europeo de 2019, el partido presentó a Ursula Haverbeck como cabeza de lista, obteniendo un 0.1% de los votos.